# Каттенстут

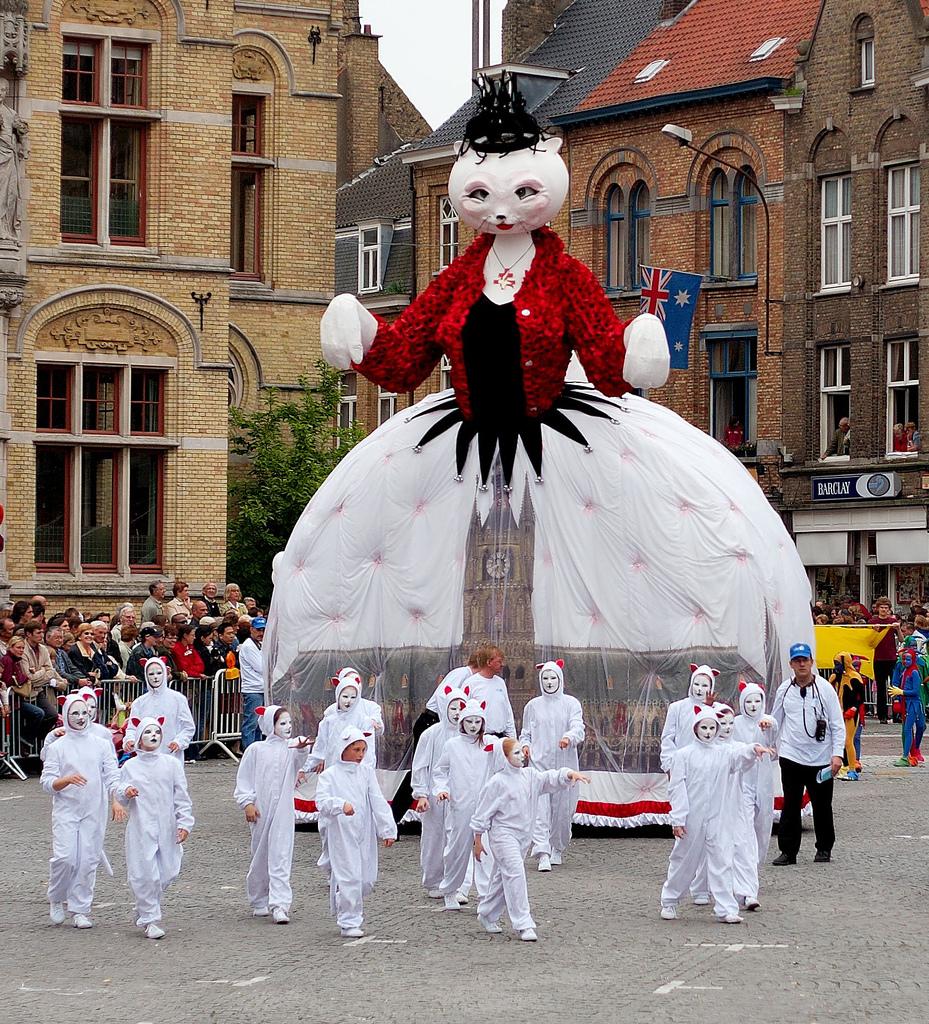
Миннеке Пус, один из персонажей фестиваля.

Каттенстут (нидерл. Kattenstoet; букв. «фестиваль кошек») — праздничный парад в бельгийском городе Ипр, проводимый в честь кошек. Проводится регулярно во второе воскресенье мая с 1955 года. 44-й парад состоялся 10 мая 2015 года; 45-й состоялся 13 мая 2018 года. Мероприятие является данью памяти средневековой ипрской традиции выбрасывания живых кошек с колокольни Палаты суконщиков Ипра на расположенную под ней городскую площадь.

## История
Существуют различные легенды относительно того, как появилась традиция бросания кошек. Одним из возможных объяснений является вера в связь этих животных с колдовством, а их бросание с высоты, неизбежно приводившее к гибели, символизировало уничтожение злых духов. Последнее упоминание о событии такого рода относится к 1817 году.
В другой легенде говорится, что кошки были привезены в Палату суконщиков (Лакенхалле), чтобы помочь справиться с вредителями. До появления современных систем отопления и методов хранения шерсть при наступлении холодов хранилась в верхних этажах палаты. С наступлением весенней оттепели и после продажи шерсти кошки якобы были заживо выброшены с колокольни.

## Современный фестиваль

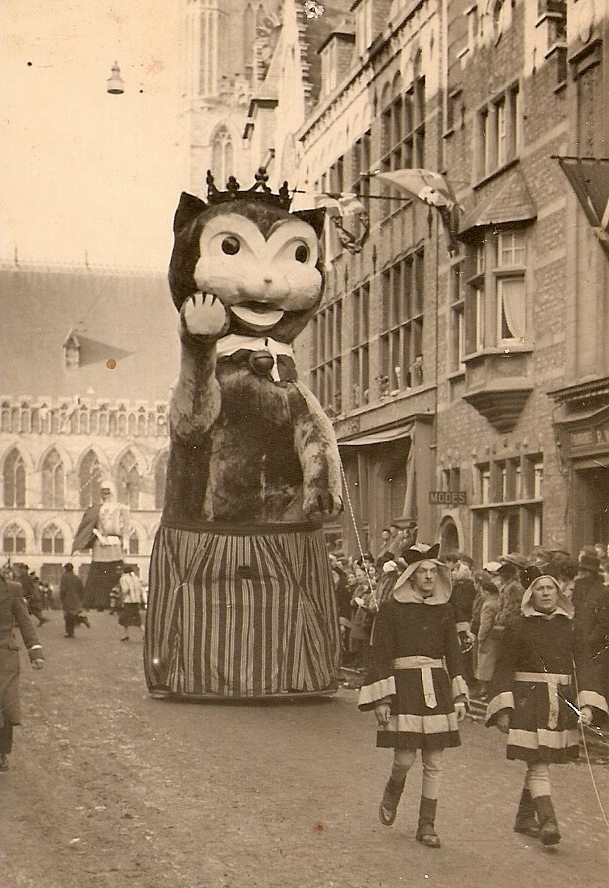
Каттенстут в 1958 году.

В качестве символического возрождения этой практики в ходе парада торжеств человек в костюме шута сбрасывает плюшевую детскую игрушку-кошку с колокольни Палаты суконщиков вниз в толпу, которая ожидает этого с распростёртыми объятиями, чтобы поймать игрушку. Бросание кошек с колокольни сопровождается сожжением игрушечного чучела ведьмы. Участники торжества часто одеваются в костюмы кошек, ведьм, мышей и средневековых горожан, а в фестивале также принимают участие духовые оркестры и всадники верхом на лошадях. В 2012 году в параде приняло участие около 2000 человек.
Фестиваль является популярным туристическим мероприятием в Бельгии и способствовал укреплению местной экономики туризма в районе Ипра. В 2000 году мероприятие посетили 8000 человек.